# زوراب آزمافراشویلی
زوراب آزمافراشویلی (گرجی: ზურაბ აზმაიფარაშვილი؛ زادهٔ ۱۶ مارس ۱۹۶۰) شطرنج‌باز و استادبزرگ اهل گرجستان است. او در رتبه‌بندی فیده ریتینگ ۲۶۳۷ را دارد.

## حرفه
آزمافراشویلی در سال ۱۹۸۸ به عنوان استادبزرگ شناخته شد. از جمله دستاوردهای بزرگ او می‌توان به کسب رتبه عملکرد ۲۸۱۰ در المپیاد شطرنج ۱۹۹۸ اشاره کرد.
آزمافراشویلی همچنین در سیاست شطرنج هم فعال است. او عضو هیئت مدیره اتحادیه شطرنج اروپا و معاون رئیس فدراسیون بین‌المللی شطرنج فیده است